# Circuito Urbano Internacional de Mandalika

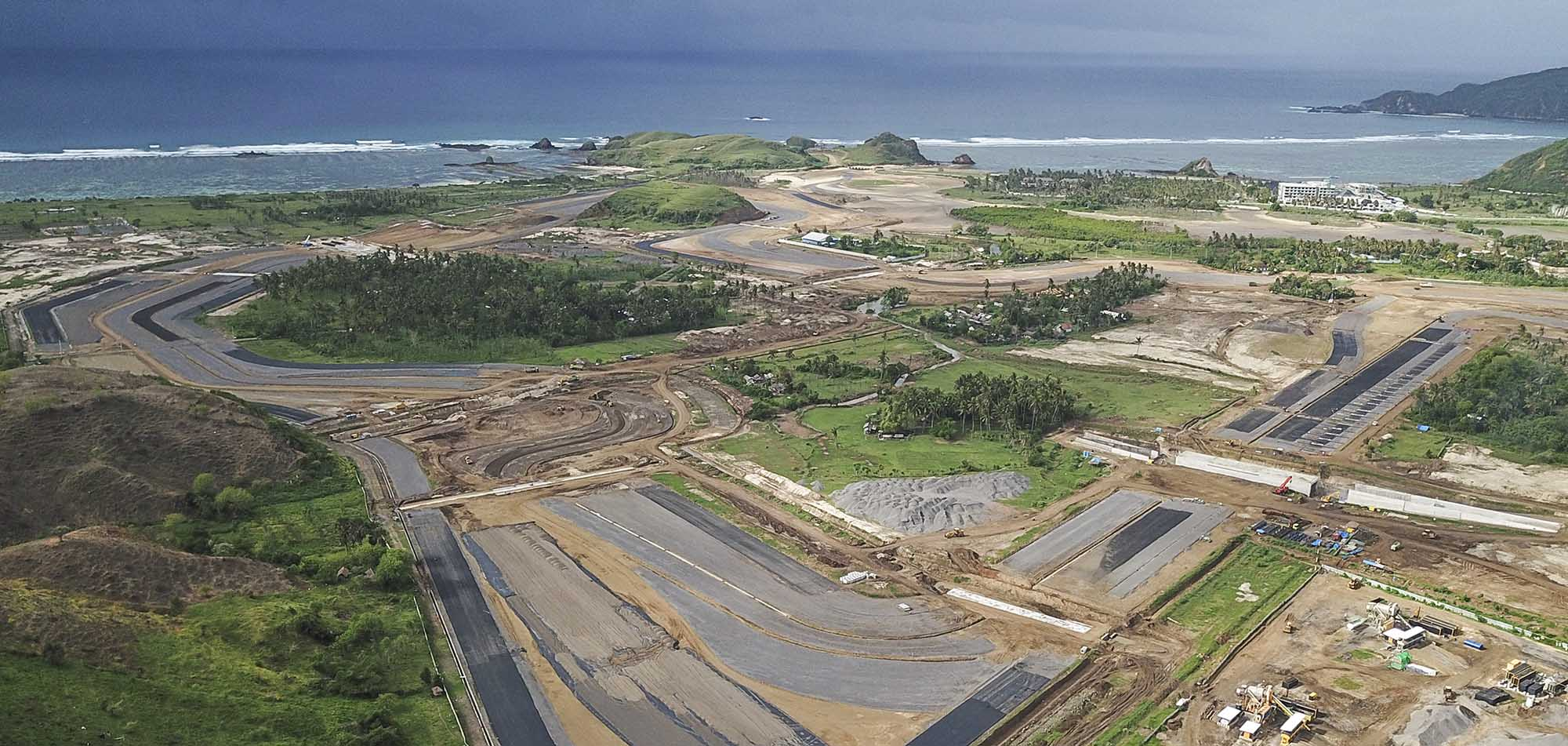
Desarrollo del Circuito Internacional de Mandalika a diciembre de 2020

El Circuito Urbano Internacional de Mandalika (también conocido como el Circuito Urbano Internacional Pertamina Mandalika debido a motivos comerciales) es un autódromo ubicado en la isla de Lombok, provincia de Islas menores de la Sonda occidentales, Indonesia: cuenta con la homologación Grado 1 por parte de la Federación Internacional de Motociclismo (FIM), lo que le permite acoger pruebas del Campeonato Mundial de Motociclismo y del Campeonato Mundial de Superbikes. 

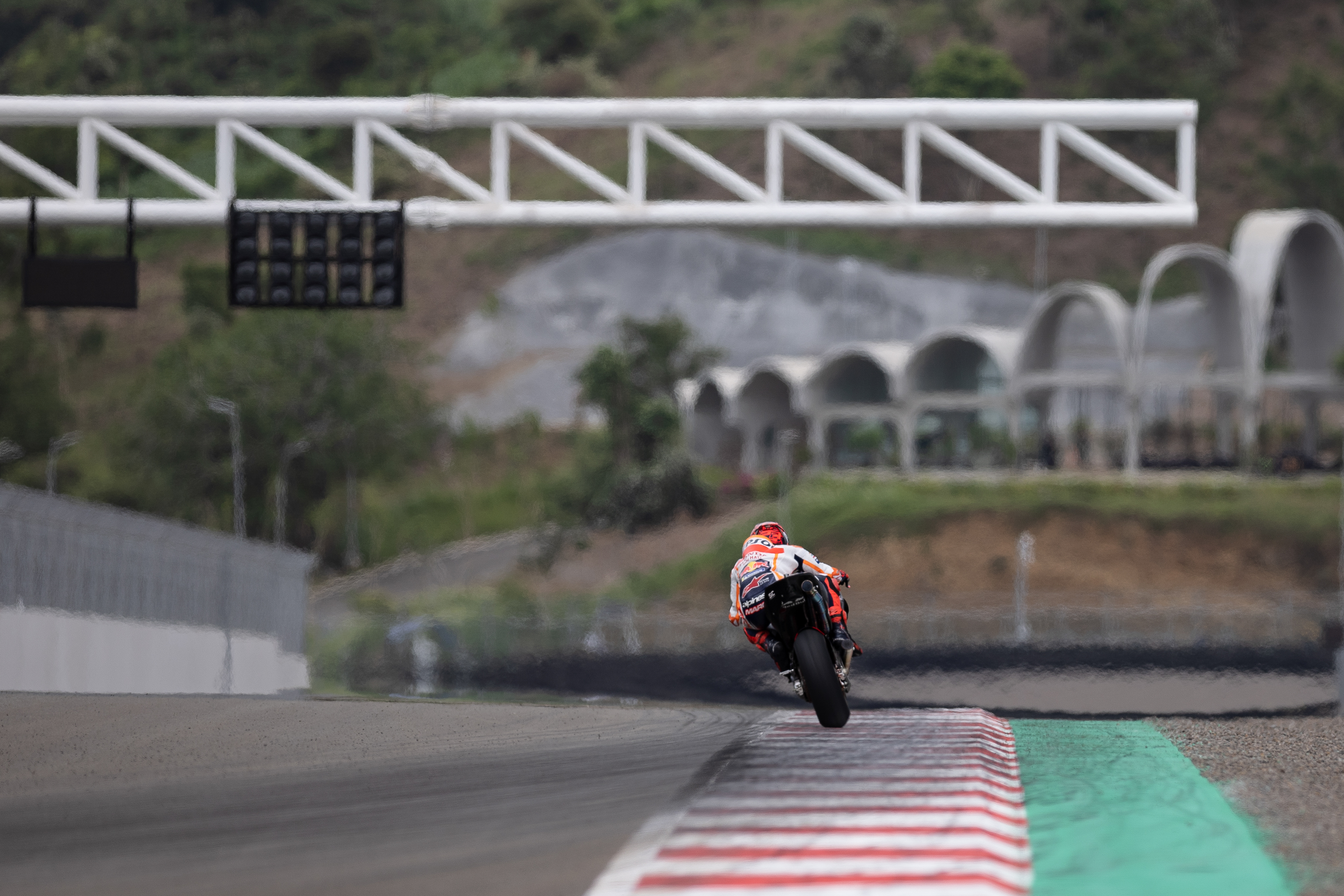
Marc Márquez en la recta de salida y llegada del Circuito Internacional de Mandalika

El circuito se compone de 4301 metros distribuidos en 17 curvas, 6 a izquierdas y 11 a derechas con una única recta, que es la recta principal y mide 507 metros.

## Historia
El Circuito Urbano Internacional de Mandalika de Indonesia fue diseñado para cumplir con los estándares de MotoGP y Superbikes. El proyecto recibió un impulso a finales de 2018 cuando el jefe de Dorna, Carmelo Ezpeleta, visitó Mandalika para reunirse con los patrocinadores del proyecto.
Indonesia llevaba tiempo presionando para tener una carrera de MotoGP, con el plan inicial de mejorar el Circuito Internacional de Sentul, antes de que surgieran los planes de construir un nuevo circuito diseñado por Hermann Tilke. Ubicado en Palembang, Sumatra del Sur, esto se habría beneficiado de la infraestructura vinculada con los Juegos Asiáticos de 2018, pero posteriormente dichos planes fueron cancelados.
En cambio, fue el complejo turístico de Mandalika quien fue favorecida y el 23 de febrero de 2019 se hizo el anuncio de que Mandalika no solo albergaría MotoGP sino también el Campeonato Mundial de Superbikes a partir de 2021 en un contrato de cinco años. MRK1 Consulting, junto con RoadGrip Motorsport, fue designado por la Corporación de Desarrollo Turístico de Indonesia (IDTC) para planificar, implementar y construir el nuevo circuito. La palada inicial comenzó en octubre de 2019, con el desarrollo de los cimientos y el sistema de servicios públicos subterráneos, así como las carreteras por parte de IDTC, antes de que el Vinci Group se incorporase para completar el circuito de carreras y las instalaciones asociadas.
En abril de 2021, se anunció que se había completado el trazado y la superficie del circuito de carreras, pero sin la infraestructura que rodea el circuito terminada. Representantes de Dorna y FIM inspeccionaron la pista, pero no aseguraron ninguna fecha de competición; la ronda del mundial de superbikes aún podría disputarse a finales del año, dependiendo de los requisitos de cuarentena de viaje. Mientras que se aseguró que el Gran Premio de Indonesia de Motociclismo se disputaría en 2022 como una de las primeras fechas de la temporada.
El 25 de septiembre de 2021, la FIM confirmó la realización de la ronda de Indonesia de Superbikes: por cuestiones logísticas y organizativas, la fecha se trasladó del 12 de noviembre original al 14 de noviembre, con lo que pasará a realizarse una semana más tarde, celebrándose el fin de semana del 19 al 21 de noviembre. Esto supondrá el regreso de Indonesia al Campeonato Mundial de Superbikes luego de 24 años, ya que el Circuito Internacional de Sentul albergó la ronda indonesia del mundial entre las temporadas 1994 y 1997.

## Ganadores

### Campeonato Mundial de Superbikes
| Año  | C. | Piloto              | Moto                   | Equipo                          |
| ---- | -- | ------------------- | ---------------------- | ------------------------------- |
| 2021 | C1 | Jonathan Rea        | Kawasaki Ninja ZX-10RR | Kawasaki Racing Team WorldSBK   |
| 2021 | CS | Carrera cancelada   | Carrera cancelada      | Carrera cancelada               |
| 2021 | C2 | Jonathan Rea        | Kawasaki Ninja ZX-10RR | Kawasaki Racing Team WorldSBK   |
| 2022 | C1 | Toprak Razgatlıoğlu | Yamaha YZF-R1          | Pata Yamaha with BRIXX WorldSBK |
| 2022 | CS | Toprak Razgatlıoğlu | Yamaha YZF-R1          | Pata Yamaha with BRIXX WorldSBK |
| 2022 | C2 | Toprak Razgatlıoğlu | Yamaha YZF-R1          | Pata Yamaha with BRIXX WorldSBK |
| 2023 | C1 | Álvaro Bautista     | Ducati Panigale V4 R   | Aruba.it Racing – Ducati        |
| 2023 | CS | Toprak Razgatlıoğlu | Yamaha YZF-R1          | Pata Yamaha Prometeon WorldSBK  |
| 2023 | C2 | Álvaro Bautista     | Ducati Panigale V4 R   | Aruba.it Racing – Ducati        |

### Campeonato Mundial de Supersport
| Año  | C. | Piloto              | Moto                 | Equipo                   |
| ---- | -- | ------------------- | -------------------- | ------------------------ |
| 2021 | C1 | Raffaele De Rosa    | Kawasaki Ninja ZX-6R | Orelac Racing VerdNatura |
| 2021 | C2 | Jules Cluzel        | Yamaha YZF-R6        | GMT94 Yamaha             |
| 2022 | C1 | Niki Tuuli          | MV Agusta F3 800 RR  | MV Agusta Reparto Corse  |
| 2022 | C2 | Dominique Aegerter  | Yamaha YZF-R6        | Ten Kate Racing Yamaha   |
| 2023 | C1 | Can Öncü            | Kawasaki Ninja ZX-6R | Kawasaki Puccetti Racing |
| 2023 | C2 | Federico Caricasulo | Ducati Panigale V2   | Althea Racing            |

### Campeonato del Mundo de Motociclismo
| Año  | Moto3         | Moto3       | Moto2           | Moto2       | MotoGP            | MotoGP      |
| Año  | Piloto        | Constructor | Piloto          | Constructor | Piloto            | Constructor |
| ---- | ------------- | ----------- | --------------- | ----------- | ----------------- | ----------- |
| 2022 | Dennis Foggia | Honda       | Somkiat Chantra | Kalex       | Miguel Oliveira   | KTM         |
| 2023 | Diogo Moreira | KTM         | Pedro Acosta    | Kalex       | Francesco Bagnaia | Ducati      |

## Récords de vuelta
| Categoría       | Piloto              | Tiempo   | Auto/Moto     | Carrera                                |
| --------------- | ------------------- | -------- | ------------- | -------------------------------------- |
| MotoGP          | Enea Bastianini     | 1:30.906 | Ducati GP23   | Pertamina Grand Prix of Indonesia 2023 |
| World SBK       | Toprak Razgatlıoğlu | 1:32.163 | Yamaha YZF-R1 | Ronda indonesia de Superbikes 2022     |
| Moto2           | Pedro Acosta        | 1:34.420 | Kalex Moto2   | Pertamina Grand Prix of Indonesia 2023 |
| World SSP       | Stefano Manzi       | 1:35.416 | Yamaha YZF-R6 | Ronda indonesia de Supersport 2023     |
| Moto3           | Iván Ortolá         | 1:38.936 | KTM RC250GP   | Pertamina Grand Prix of Indonesia 2023 |
| Asia Talent Cup | Gun Mie             | 1:44.118 | Honda NSF250R | Asia Talent Cup 2021                   |